# Hilleshög
Hilleshög (dawniej Hillersjö) – miejscowość (tätort) w Szwecji, w regionie administracyjnym (län) Sztokholm (gmina Ekerö).
W 2015 roku Hilleshög liczyło 217 mieszkańców.

## Położenie
Położona w północno-wschodniej części wyspy Färingsö na jeziorze Melar w prowincji historycznej (landskap) Uppland (Hilleshögs socken), ok. 30 km na północny zachód od centrum Sztokholmu.

## Zabytki i atrakcje turystyczne
W Hilleshög znajduje się datowany na koniec XII w. kościół (Hilleshögs kyrka) oraz kamień runiczny U 29.